# Montureux-lès-Baulay
Montureux-lès-Baulay là một xã ở tỉnh Haute-Saône trong vùng Bourgogne-Franche-Comté phía đông nước Pháp.